# ادوژم
شهر ادوژم (به فرانسوی: Edegem) در شهرستان آنتوئر در استان آنتوئر در منطقه فلاندری در کشور بلژیک واقع شده‌است.